# Sinuhe (planetka)
(4512) Sinuhe je planetka nacházející se v hlavním pásu asteroidů a má průměr 61 km. Objevena byla 20. ledna 1939 v městě Turku ve Finsku a objevitelem byl Yrjö Väisälä. Název planetky je založen na titulní postavě románu finského spisovatele Miky Waltariho Egypťan Sinuhet.
Nejblíže Slunci byla planetka v únoru 2008, a to ve vzdálenosti 2,19 AU (v přepočtu přibližně 327 619 337 km). Znovu se v této vzdálenosti vyskytla v září 2012. Nejvzdáleněji Slunci byla naopak v říjnu 2005 ve vzdálenosti 3,339 AU (v přepočtu přibližně 499 507 290 km). V této vzdálenosti se znovu vyskytla v červnu 2010.